# Nisha Gaëlle Iarijhon
Nisha Gaëlle Iarijhon (Toamasina, Madagascar, 23 de junio de 1998) es una directora y músico malgache.

## Biografía
Nisha ha estado fascinado por el arte desde su infancia, y después de estos estudios se integró en un grupo de rock femenino llamado "Los Sesenta" en 2017, Así como su participación en el mundo artístico comenzó en la escena musical, y después de los anos hasta 2019 el grupo musical ha estado separando y del eso Nisha a cambiar de ca carrier y encontrar otro camino en el mundo del arte, En 2020 descubrió el mundo del cine gracias al director Ludovic Rianando Randriamanantsoa que le permitió desempeñar un papel en una serie de televisión malgache llamada "Bitsika".  Con su primera aparición no en el mundo del cine que dio el espíritu de entrar en este campo. En el mismo año Nisha obtuvo una maestría en derecho privado y derecho de los negocios. Y directamente Nisha Formado en ESAV Marrakech[[{{{2}}}]],  ha obtenido la oportunidad de cursar estudios universitarios en la ESAV. Nisha realizó este primer proyecto sobre el nombre OFF la historia de un joven aprendiz de guionista nos revela su universo artístico a través de las páginas de su cuaderno de bitácora.

## Filmografía
- OFF[5]